# Messier 43
Messier 43 (também conhecido como M43, Nebulosa De Mairan, e NGC 1982) é uma região HII na constelação de Orion.  Foi descoberto por Jean-Jacques d'Ortous de Mairan antes de 1731 . É fisicamente parte da nebulosa de Orion , separada dela por uma faixa de poeira . É parte do maior complexo da Nuvem Molecular de Orion.

## Descoberta e visualização
A nebulosa foi registrada pela primeira vez por Jean-Jacques d'Ortous de Mairan em 1731, descrita por ele como um "brilho envolvendo uma estrela" e que era "muito semelhante à atmosfera Solar, se fosse suficientemente densa e extensa para ser visível em telescópios a uma distância semelhante." O astrônomo francês Charles Messier incluiu-o em um desenho da nebulosa de Órion e também o incluiu em seu catálogo como sua entrada número 43 (M43) em 4 de março de 1769. William Herschel, descobridor de Urano, também listou como a entrada H III.1 de seu catálogo, embora ele evitasse listar objetos do céu profundo já catalogados por Messier. Em um artigo de 1811, Herschel declarou que havia observado a nebulosa em 4 de março de 1774 e catalogado-a em 3 de novembro de 1783. Está incluída em uma das primeiras fotografias da nebulosa de Órion da história, tirada em 14 de março de 1882 por Henry Draper.

## Características
Envolve a "nebulosa variável", jovem e irregular NU Orionis (HD 37061). A estrela desta nebulosa tem uma magnitude aparente variável, entre 7,6 e 6,5, tendo a classe espectral B 0,5 V, segundo Schild e Chaffee. Aparente, a nebulosa é excitada por esta estrela, fria para uma estrela central de uma região HII, o que justifica a baixa luminosidade da nebulosa em todo os comprimentos de onda. Contém o seu próprio aglomerado estelar.
O detalhe negro ao longo de sua borda leste é bem visível em telescópios de 8 polegadas de abertura. A própria nebulosa é bem vista com telescópios de 4 polegadas de abertura.

## Galeria

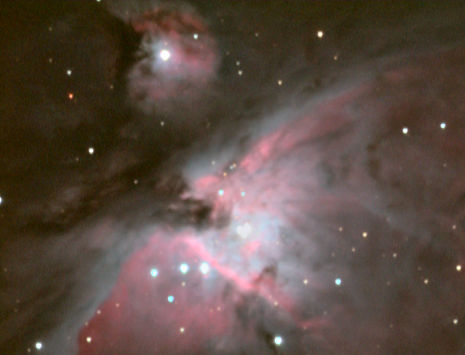
Nebulosa de Orion e M43, Ole Nielsen
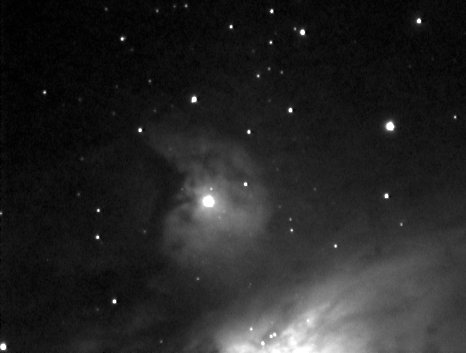
Messier 43, Ole Nielsen
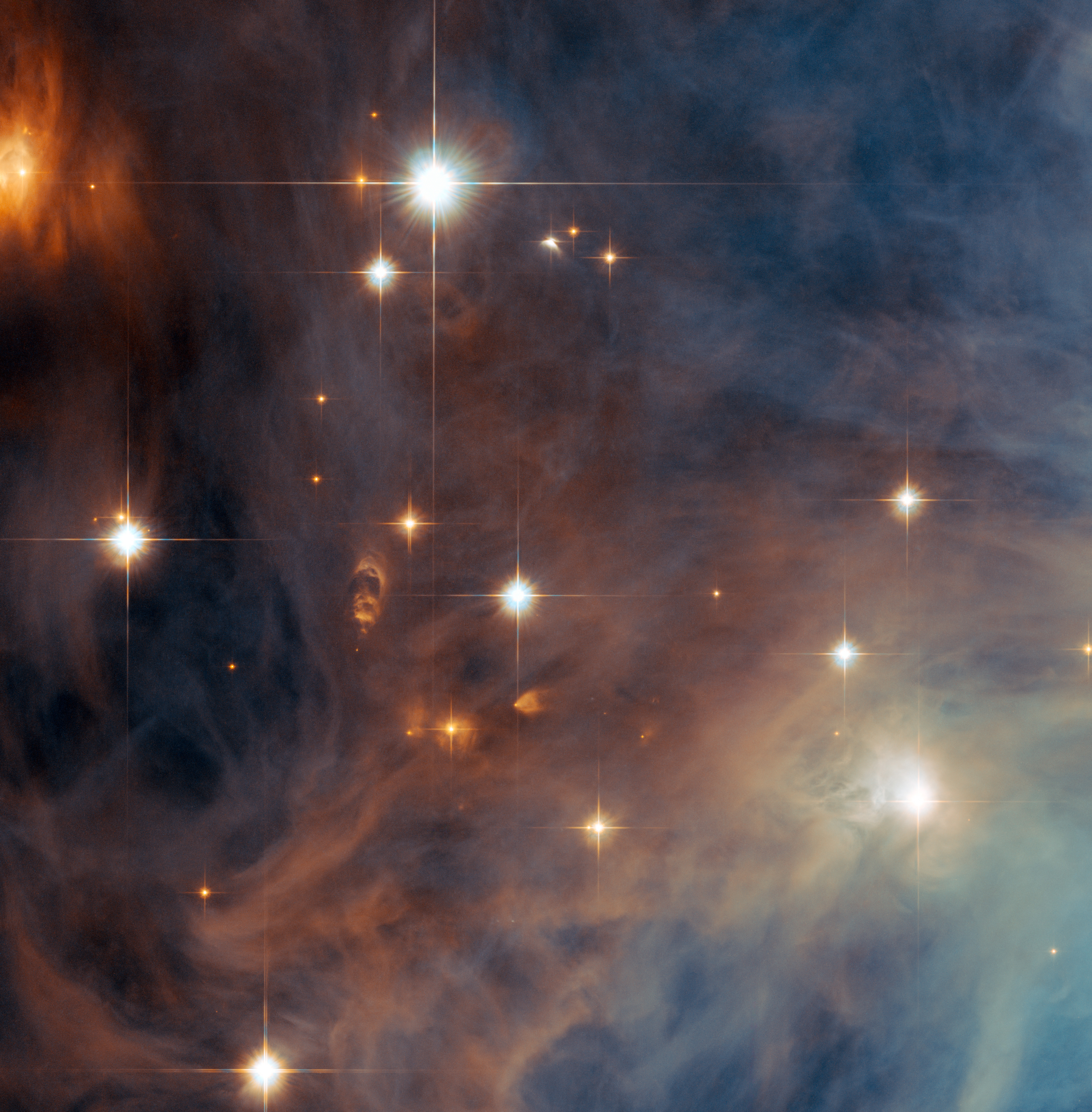
Detalhes de M43, Telescópio Espacial Hubble